# UGC 4638
Arp 257 = UGC 4638 ist ein interagierendes Galaxienpaar im Sternbild Wasserschlange. Sie ist schätzungsweise 141 Millionen Lichtjahre von der Milchstraße entfernt.
Halton Arp gliederte seinen Katalog ungewöhnlicher Galaxien nach rein morphologischen Kriterien in Gruppen. Diese Galaxie gehört zu der Klasse Galaxien mit unregelmäßigen Klumpen.

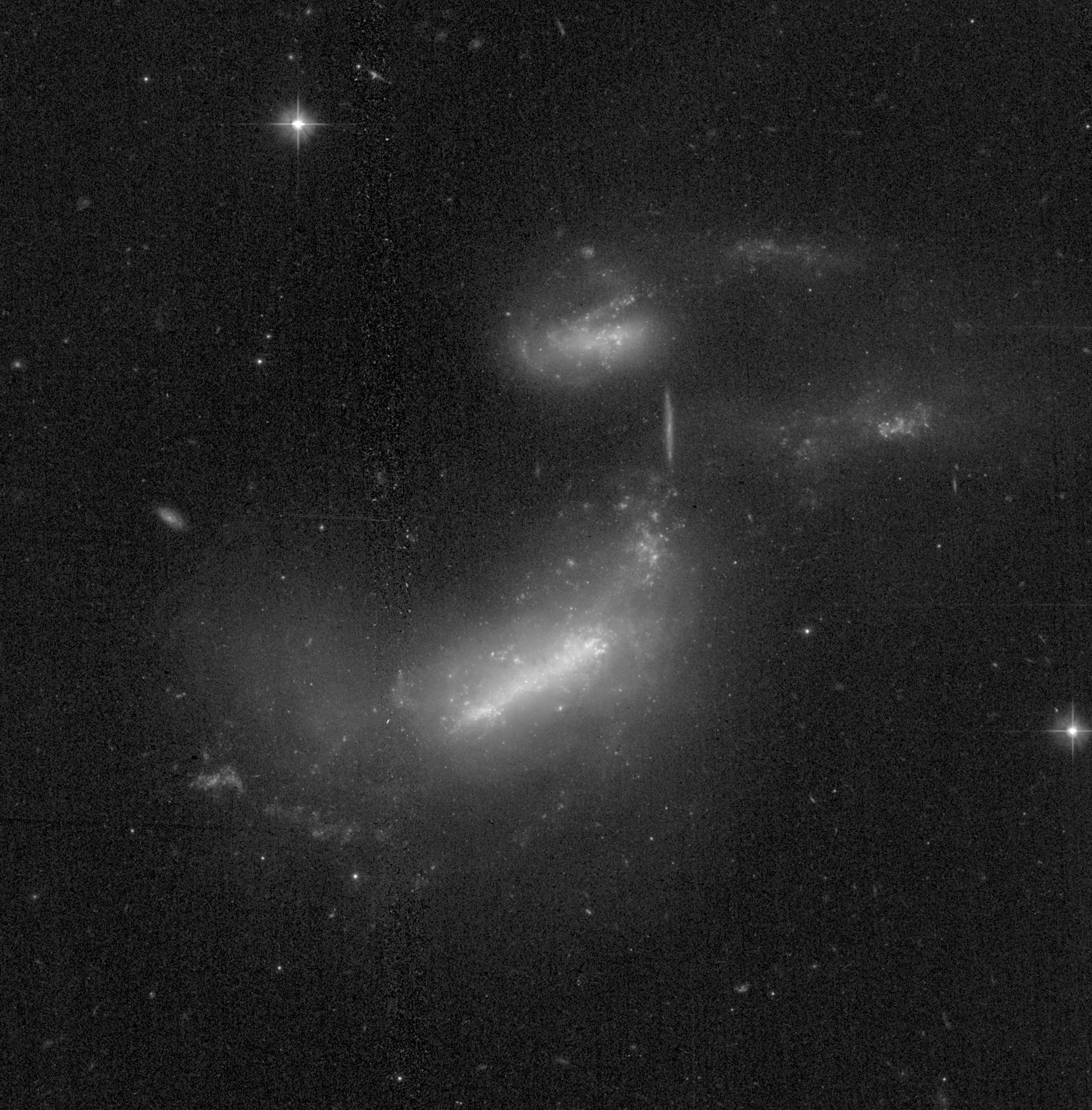
Aufnahme mithilfe des Hubble-Weltraumteleskops